# Sciurumimus
Sciurumimus ist eine Gattung theropoder Dinosaurier aus dem Oberjura. Die Gattung umfasst mit Sciurumimus albersdoerferi eine einzige bekannte Art, die 2012 anhand eines fast vollständig erhaltenen fossilen Skeletts eines Jungtiers erstbeschrieben wurde, das in der bayerischen Gemeinde Painten gefunden wurde. Sciurumimus erreichte ausgewachsen möglicherweise eine Körperlänge von mehreren Metern, war zumindest als Jungtier gefiedert und bewegte sich als typischer Theropode zweibeinig fort. Sciurumimus gilt als basaler Vertreter der Megalosauridae.

## Merkmale

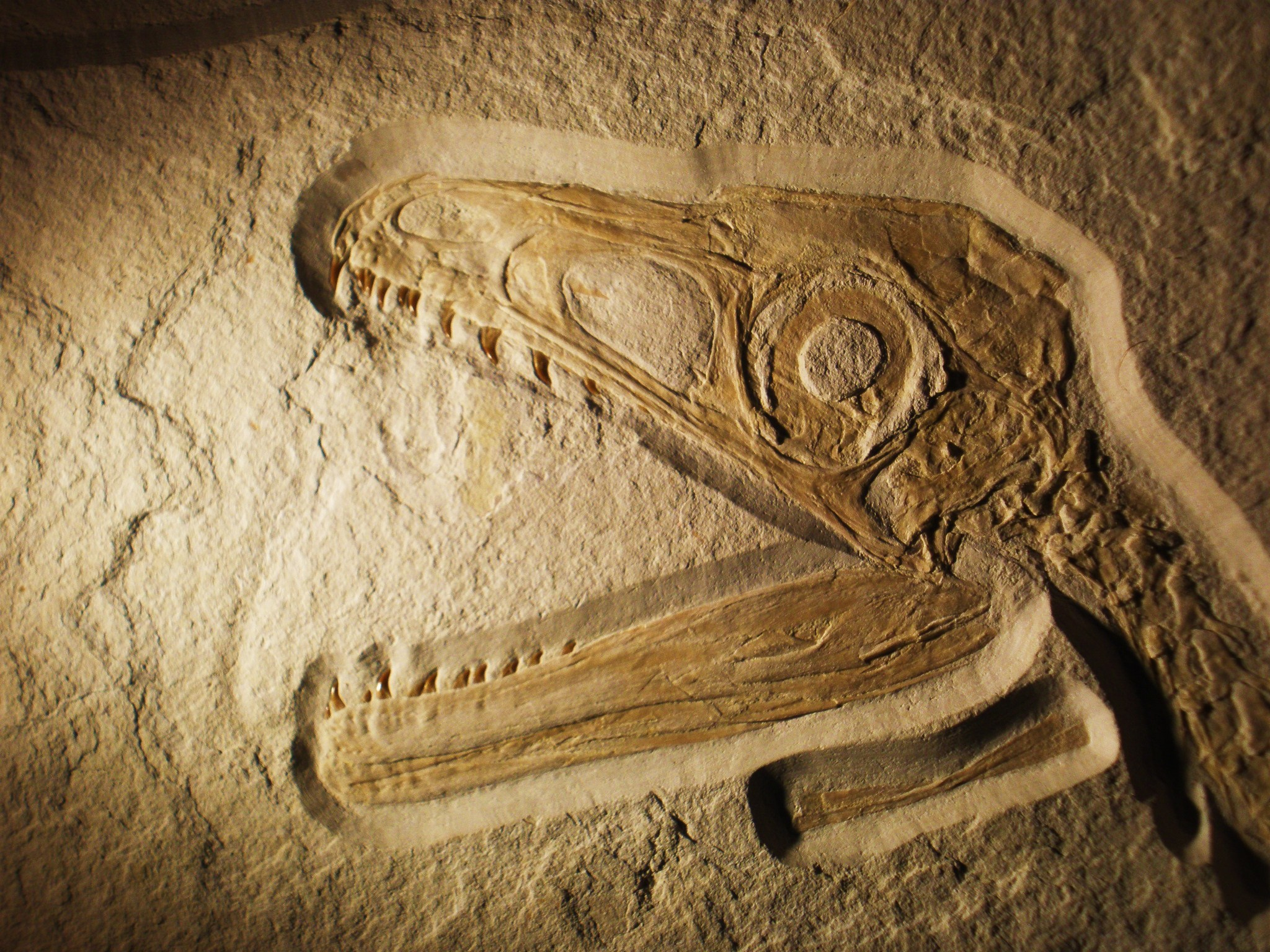
Am Schädel des Holotypus ist die ungewöhnliche Zahnmorphologie des Schlüpflings erkennbar

Das einzige bekannte Exemplar von Sciurumimus ist ein juveniles Individuum von rund 72 cm Länge und einem etwa 8 cm langen Schädel. Es handelt sich wahrscheinlich um ein frisch geschlüpftes Jungtier; adulte Tiere dürften weit größere Maße erreicht haben. Allosaurus-Jungtiere etwa waren in einem vergleichbaren Entwicklungsstadium mit 42 cm deutlich kürzer und erreichten ausgewachsen eine Länge von über 7 m. Alttiere von Sciurumimus dürften durchaus eine Körperlänge von 5 m und mehr besessen haben, sofern es bei dieser Gattung keine Inselverzwergung gab.
Der Kopf ist, verglichen mit dem Rest des Körpers, relativ groß und weist sehr weite Nasenöffnungen auf. Die vordersten vier Zähne des Oberkiefers sind ungekerbt, die restlichen 33–35 oberen Zähne sind rückseitig deutlich gezackt und weisen stark nach hinten. Damit unterscheiden sie sich deutlich von der üblichen ziphodonten Bezahnung der Tetanurae. Eine mögliche Erklärung hierfür ist, dass es in einem bestimmten Entwicklungsstadium zu einem Zahnwechsel kam, bei dem die Zähne gegen beidseitig gezackte ausgetauscht wurden. Wahrscheinlich ernährten sich Jungtiere von anderer Nahrung als die Erwachsenen. Der große Kopf mit den vergleichsweise großen Augen weist ein Kindchenschema auf. Sciurumimus besitzt relativ kurze und kräftige Vorderbeine. Sie weisen drei lange Zehenglieder und Krallen auf, die zusammen rund 45 % der Beinlänge ausmachen. Die Hinterbeine hingegen sind wie bei allen Theropoden länglich (etwa 11 cm ohne Füße) und ermöglichten den Tieren eine rasche bipede Fortbewegung. Der Schwanz ist lang und besteht aus insgesamt 59 Wirbeln.
Rund um das fossile Skelett finden sich feine Abdrücke und Reste eines Federflaums, der offenbar den ganzen Körper des Tieres bedeckte. Er besteht aus einfachen, rund 0,2 mm dicken, haarartigen Federn und ist am Schwanz besonders stark ausgeprägt. Lange und dichte Filamentstrukturen verleihen ihm eine fellartige Oberfläche und ein buschiges Erscheinungsbild.

## Fundort und Fossilmaterial
Der Holotyp von Sciurumimus (BMMS BK 11) wurde 2009 oder 2010 bei Ausgrabungen im Kalkwerk Rygol bei Painten in Süddeutschland gefunden. Die Fundschicht des Kelheimer Kalksteins gehört zur Beckeri-Zone des Kimmeridgiums, einer chronostratigraphischen Stufe des Oberjuras. Das Fossil ist damit ca. 151 Millionen Jahre alt und eines der weltweit am besten erhaltenen Dinosaurierfossilien. Der Geologe und Fossilienhändler Raimund Albersdörfer hatte die Ausgrabungen finanziert, seine Frau Birgit, der das Fossil gehört, meldete es als Kulturgut an und überließ es dem Solnhofener Bürgermeister-Müller-Museum als Dauerleihgabe.

## Taxonomie und Systematik
Sciurumimus albersdoerferi wurde 2012 von Oliver Rauhut, Christian Foth, Helmut Tischlinger und Mark A. Norell als neue Art in einer monotypischen Gattung beschrieben. Die Forscher wählten den Gattungsnamen in Anlehnung an den buschigen Schwanz des Tieres, der an den von Eichhörnchen (Sciurus) erinnert (mimus „Nachahmer“). Das Artepitheton ehrt den Finanzier der Forschungsarbeiten, Raimund Albersdörfer.
Auf Basis seiner Skelettmerkmale wurde Sciurumimus als sehr ursprünglicher Vertreter der Megalosauroidea eingeordnet. Er steht den restlichen Vertretern der Gruppe als Schwestertaxon gegenüber. Der Umstand, dass die Protofedern der Gattung sich in ihrer Gestalt nicht von dem Flaum unterscheiden, der bei einigen Vogelbeckensauriern wie Psittacosaurus gefunden wurde, deutet darauf hin, dass sich Federn nicht erst bei Theropoden entwickeln. Vielmehr könnten sie ein ursprüngliches Merkmal aller Dinosaurier gewesen sein und waren möglicherweise auch bei Pterosauriern vorhanden. Damit wäre dieses Merkmal eine Synapomorphie (gemeinsames abgeleitetes Merkmal) der Ornithodira.